# Lijst van gevechtspiloten

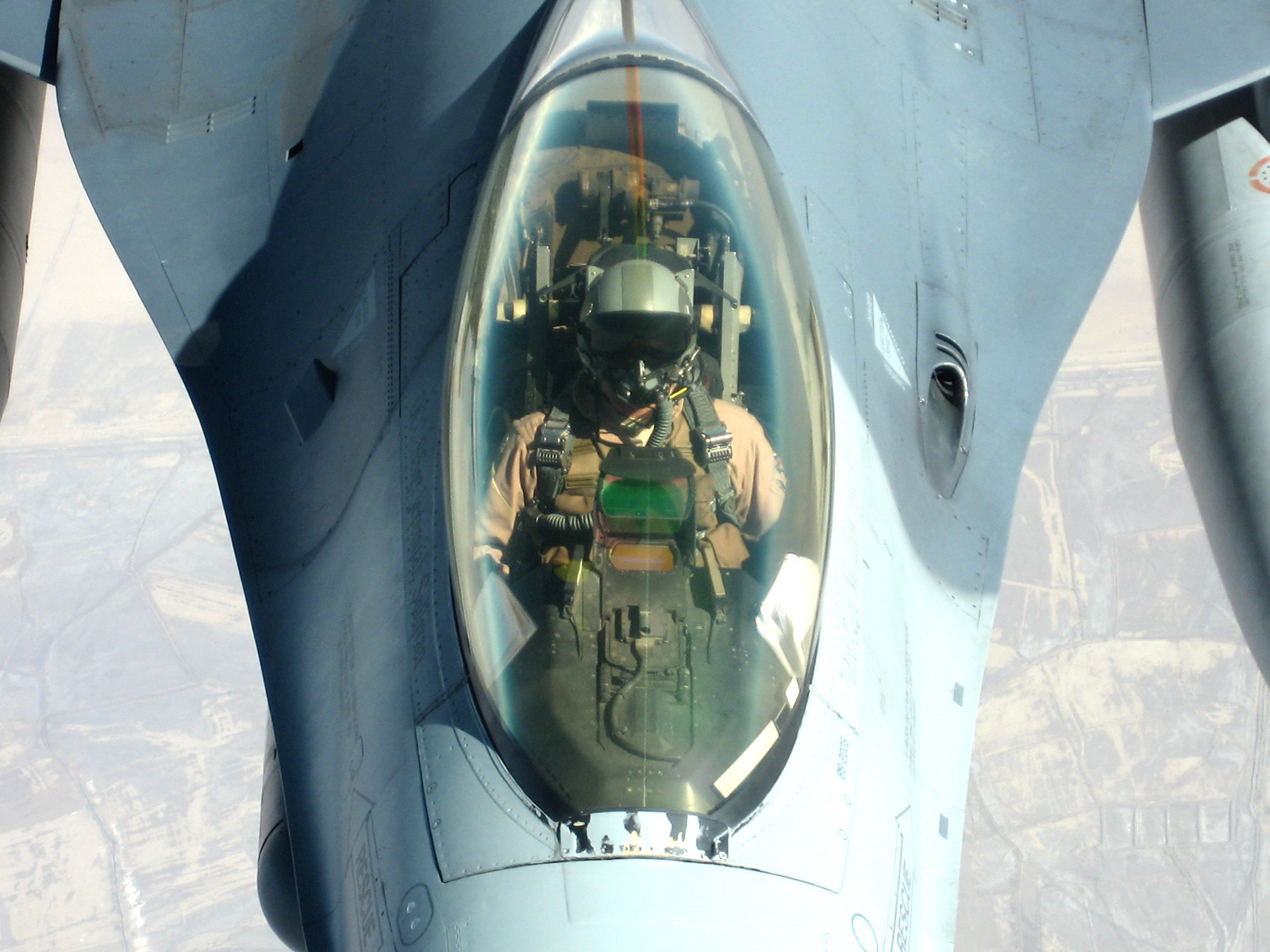
Gevechtspiloot in een F-16

Een gevechtspiloot is een piloot die in dienst is van het leger. In tijden van oorlog vecht hij met z'n vliegtuig tegen piloten van andere landen of bombardeert hij doelwitten op het land of op het water. 
Wanneer een gevechtspiloot meer dan vijf vijandelijke toestellen neerhaalt krijgt hij de benaming aas.
Hier volgt een lijst van beroemde gevechtspiloten gerangschikt op volgorde van hun overwinningen.

## Bekende gevechtspiloten uit de Eerste Wereldoorlog
Op volgorde van aantal neergeschoten vliegtuigen.
Duitsland:
- Manfred von Richthofen 80
- Ernst Udet 62
- Erich Löwenhardt 53
- Werner Voss 48
- Rudolf Berthold 44
- Oswald Boelcke 40
- Lothar von Richthofen 40
- Hermann Göring 22
- Max Immelmann 15

Geallieerde luchtmacht (Verenigd Koninkrijk, Verenigde Staten, Frankrijk, België, Canada en Australië):
- René Fonck 75
- Billy Bishop 72
- Mick Mannock 63
- Raymond Collishaw 62
- James McCudden 57
- Georges Guynemer 54
- William George Barker 53
- Albert Ball 44
- Willy Coppens 37
- Edward Rickenbacker 26
- Lanoe Hawker 9
- Fernand Jacquet 7
- Jan Olieslagers 6

## Bekende Duitse gevechtspiloten uit de Tweede Wereldoorlog
Op volgorde van neergeschoten vliegtuigen.
- Erich Hartmann 352
- Gerard Barkhorn 301
- Günther Rall 275
- Otto Kittel 267
- Walter Nowotny 258
- Wilhelm Batz 237
- Erich Rudorffer 222
- Heinrich Bär 220
- Hermann Graf 212
- Heinrich Ehrler 209
- Johannes Steinhoff 176
- Hans-Joachim Marseille 158
- Gordon Gollob 150
- Heinz-Wolfgang Schnaufer 121
- Werner Mölders 115
- Werner Lucas 105
- Adolf Galland 104
- Josef Priller 101
- Heinrich zu Sayn-Wittgenstein 83
- Martin Becker 58
- Franz von Werra 21

Duitse bombardementspiloten (op volgorde van vernietigde doelen):
- Hans-Ulrich Rudel 2000
- Eduard Tratt 650
- Bruno Meyer 483
- Walter Rubensdörffer 371
- Hajo Herrmann onbekend